# Yves Jamait
 (février 2021).
Si vous disposez d'ouvrages ou d'articles de référence ou si vous connaissez des sites web de qualité traitant du thème abordé ici, merci de compléter l'article en donnant les références utiles à sa vérifiabilité et en les liant à la section « Notes et références ».

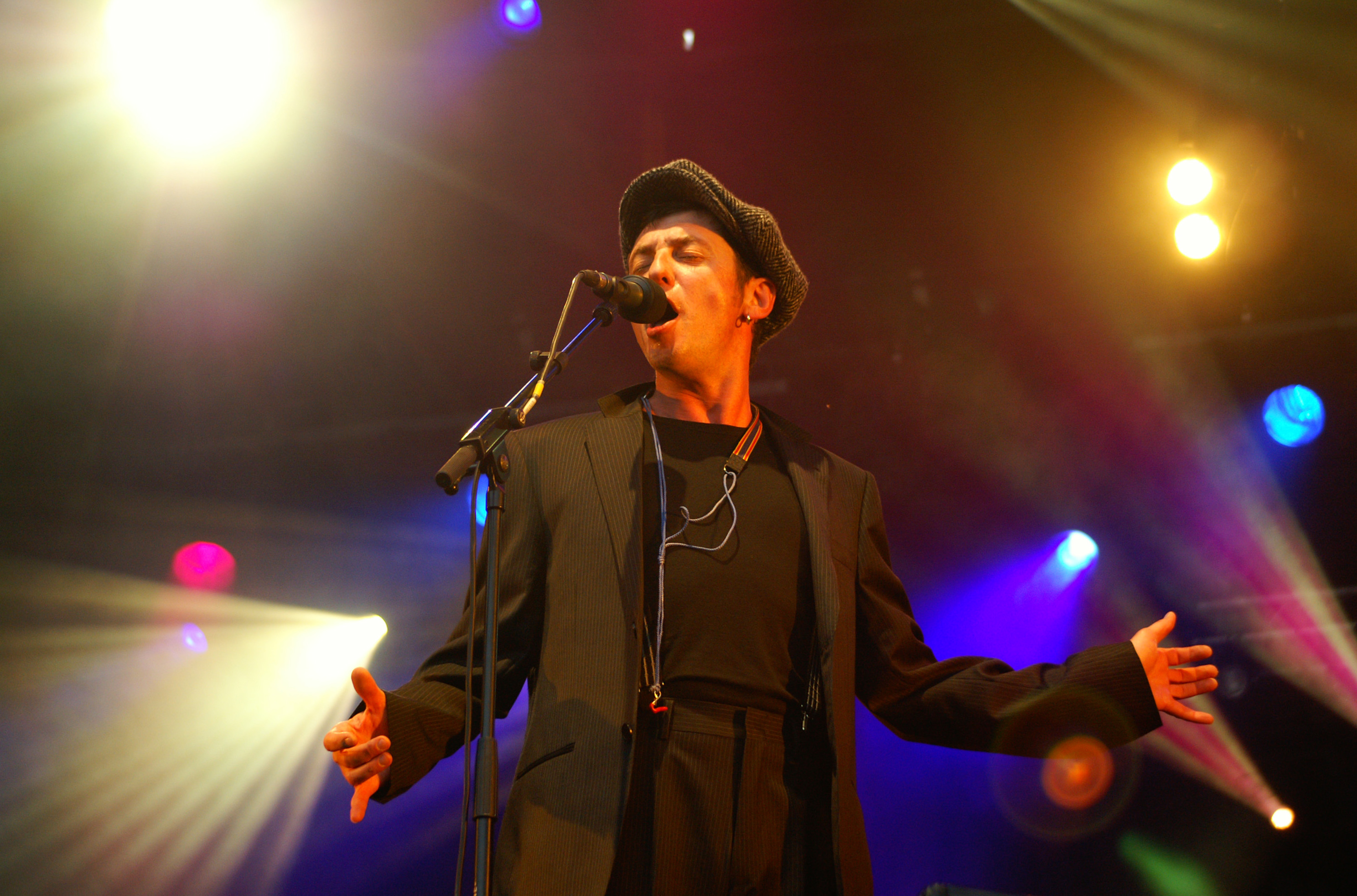
Yves Jamait en concert à Auxerre en 2007.

Yves Jamait, né le 28 octobre 1961 à Dijon, est un chanteur, auteur-compositeur-interprète français.

## Biographie
Yves Jamait apprend tout d'abord la cuisine à Dijon (Côte-d'Or) au lycée Le Castel en 1975. En 1977, il découvre la guitare et enchaîne les petit boulots : il devient notamment cuisinier mais aussi manœuvre dans le BTP, animalier en laboratoire pharmaceutique, infographiste... Il est cuisinier dans une colonie de vacances quand un ami musicien lui fait découvrir la musique et il se découvre un amour des mots, à travers des morceaux de Maxime Le Forestier, dont il devient un inconditionnel.
Yves Jamait le dit lui-même : "je n'ai jamais cherché à devenir artiste". C'est au gré du hasard des rencontres qu'il se lance sur le tard dans une carrière de chanteur. À la suite d'un licenciement en 1998, à 37 ans il utilise sa prime de départ pour former son premier groupe baptisé « De verre en vers ». Il fait appel à un ami de l'usine dans laquelle il était tourneur-fraiseur, le bassiste Marc Descloitres, un ami graphiste François Cogné et un premier manager Emmanuel Collin. « De verres en vers fera sa première date à la prison de Dijon. Le groupe sera ensuite complété par Laurent Delort (guitare) puis peu après par Hervé Faisandaz (batterie) et Christophe Marozzi (accordéon).
Très vite, le groupe rempli les petites salles de spectacles de la région de Dijon et trouve un public fidèle.
En 2003, le groupe sort son premier album De verre en vers et change de nom pour s'appeler désormais Jamait. Il a donc déjà plus de 40 ans lors de la sortie de ce premier album. Son talent de chanteur et de compositeur est repéré par Jean-Louis Foulquier, animateur l'émission Pollen sur France Inter. Il le présente à l'animateur de télévision Patrick Sébastien qui lui assure quelques passages télé et devient son producteur. Le premier album du trio est réédité en 2005.
Son deuxième album Le Coquelicot sort sur le label Wagram et reçoit un très bon accueil critique et public. En mars 2006, Yves Jamait fait à Dijon son premier Zénith, s'en suivra un autre quelques mois plus tard, un Casino de Paris et son premier Olympia le 2 juin. Sur scène, le groupe est complété par Yvon Cherry (basse) et Marc Benabou (batterie). Jamait reprend sur cet album un titre de Charles Aznavour, La salle et la terrasse. L'album est globalement d'une tonalité assez sombre. Il rend sur Vierzon un hommage à son père qu'il n'a pas connu : ses parents se sont séparés alors qu'Yves n'avait que neuf mois :
Qui aurait dit au reste, qu'une moitié d'orphelin

Que je fus sans conteste, un jour poserait la main

Sur le corps de celui qui fut tant de mystère

Que jamais je n'ai dit le sobriquet de père

De ma vie, de ta vie. De ma vie, de ta vie
Jamait propose une poésie en musique à l'instar de ceux qui l'inspirent ou avec qui il partage la scène : Maxime Le Forestier, Charles Aznavour, Allain Leprest, Anne Sylvestre, Aldebert, Agnès Bihl, Sarcloret et beaucoup d'autres. Guitare, accordéon et textes à fleur de peau.
La solitude (« Célibataire »), la culture ouvrière (« Y en a qui... »), les soirs de cuite (« Et je bois »), l'amour et la séparation (« L'adieu merdeux », « Le carroussel »), la mélancolie (« Le temps emporte tout », « Passe ») sont en effet des thèmes récurrents de cet artiste. Ses textes son ancrés dans la réalité sociale et il revendique son étiquette Front populaire tout en réfutant celle de chanteur à texte : « je ne suis pas un chanteur engagé, je n'aime pas ce terme et je fais très attention à ne pas tomber dans la caricature du chanteur ouvrier et à me faire récupérer ».
Yves Jamait enchaine des salles comme l'Olympia, la Cigale, Le Casino de Paris et des tournées qui l'ont emmené sur la grande scène des Francofolies de La Rochelle, aux Nuits de Champagne, au Paléo Festival Nyon ou comme invité d'honneur du festival Alors...chante! de Montauban. Il participe également en 2010 aux Francofolies de Montréal.
Son compagnon de route artistique, Didier Grebot, après s'être occupé de la mise en scène et de la réalisation du deuxième album remplace Géraldine Bruyère en tant que manageur pour le troisième album Je passais par hasard fin 2008. Ce dernier, comme les deux précédents, est certifié disque d'or.
Il crée également au cours de sa tournée les Bars à Jamait, spectacle marathon où il convie ses amis chanteurs « qu'on ne voit jamais à la télé » à venir se produire avec lui dans une ambiance de franche camaraderie.
Cette série de concerts donne lieu à l'enregistrement du premier album public, Yves Jamait en concert en 2009.
Adopté par sa région d'origine comme un emblème, il aime rappeler son amour pour sa ville natale, notamment dans la chanson Dijon qu'il a enregistrée et portée jusqu'à New York au cours d'un concert exceptionnel en 2009. Il participe aussi régulièrement à des initiatives locales pour des associations et pour la ville et a même fêté ses dix ans de carrière en Bourgogne, en novembre 2011, en proposant vingt concerts réunissant plus de dix mille personnes dans dix lieux différents de la médiathèque municipale au Zénith de Dijon, le 2 décembre, accompagné par un orchestre symphonique de quarante-sept musiciens issus du conservatoire de la ville.
En 2010, sort l'album L'incroyable Histoire de Gaston et Lucie, collectif dont il fait partie, tout comme Gérald Genty, Pierre Santini, Carmen Maria Vega, Monsieur Lune, Oldelaf et Monsieur D, Ben Ricour et Cécile Hercule.
Le 11 octobre 2011 sort le quatrième album studio, « Saison 4 » qui marque en plus de ses cinquante ans, ses dix ans de carrière et de scène. Ce nouvel album de 13 titres est produit par sa propre structure Par Hasard Productions. Remarqué notamment par une réalisation beaucoup plus rock (mais toujours signée Didier Grebot), il inclut un duo avec Zaz, La radio qui chante, et débouche sur une tournée sur la saison 2012/2013 qui passe notamment par le Grand Rex le 3 avril 2012. Lors de ce concert, il apprend peu avant de monter sur scène la présence dans la salle de  Charles Aznavour qui déclare « A tous ceux qui disent qu'il n'y a plus de vrais auteurs dans la chanson d'aujourd'hui je réponds, Jamait! ».
Amor Fati sort le 25 novembre 2013. Le nom de l'album fait référence à Nietzsche mais avec une pochette parodique (pose en marcel, un crâne à la main). Cette fois, c'est le crane qui porte la casquette. Amor Fati comme les 2 albums précédents sera certifié disque d'or malgré une faible présence médiatique. Jamait signe la totalité des paroles et musiques.
En 2015, pour produire Je me souviens, Jamait s'entoure de Emmanuel Eveno et Daniel Bravo, deux membres du groupe Tryo. L'album comprend notamment le titre J'ai appris, hommage à Jean Louis Foulquier. Cet album est tourné vers le temps qui passe, thème récurrent dans les textes de Jamait. Il chante un titre avec Sanseverino dédié à leur instrument de prédilection : Accordéon
Le septième album, Mon Totem, est sorti le 12 octobre 2018 dans lequel Jamait signe une nouvelle fois paroles et musiques à l'exception de Dans vos yeux (poème de Gaston Coute) et Je ne vous dirai pas (texte de Bernard Joyet), La sortie de l'album est suivie par une tournée passant par l'Olympia. La photo de la pochette est réalisée par Stéphane Lavoué.

## Participations
- 2007 : Zic de Zinc 2 / CD No 2, chanson Adieu pour un Artiste de Jehan avec Agnès Bihl, Allain Leprest, Jamait, Loïc Lantoine et Romain Didier
- 2007 : Convoi exceptionnel, album de Laurent Delort, dit AL[N 1]
- 2007 : Chez Leprest, chanson Saint Max, album hommage à Allain Leprest
- 2007 : Selon (duo avec Daniel Fernandez sur Vida Mia - Sin Ti) / album de Daniel Fernandez
- 2008 : Tous ces mots terribles, chanson Le Monument aux Oiseaux, album hommage à François Béranger
- 2008 : Quand auront fondu les banquises (duo J’habite tant de voyages), album d'Allain Leprest
- 2009 : Enfantillages, titre Les deux ogres, avec Hubert-Félix Thiéfaine et Aldebert) / album de Guillaume Aldebert dit Aldebert
- 2009 : Fuego (duo: Inchallah) / album de Claudia Meyer
- 2010 : le monstre végétarien sur l'album "l'incroyable histoire de Gaston et Lucie" de Nicolas Pantalacci et Sébastien Rost
- 2010 : Ici ou là / album du Pied de la Pompe, chanson : Ici ou là avec Guizmo de Tryo, Fred de Karpatt, Batlik, Gari de Oai Star, Mourad de la Rue Kétanou, Fathi de Mon côté punk, Face à la mer, Wilfried de Coup D'Marron, Monkey-B, Pierrot de La Ruda et Alee.
- 2011 : film Les fils de l'Hydre de Christophe Gomes et Ludovic Gaudry dans le rôle de Sheraz
- 2011 : reprises de Georges Brassens Marinette et Le parapluie sur l'album Aldebert chante Brassens.
- 2011 : Rêve Général(e) édition limitée (duo: Jamais + Jamais) / album d'Agnès Bihl
- 2013 : Elle est d'ailleurs Pierre Bachelet émission TV France 2 "Hier encore"
- 2012-2014 : Où vont les chevaux quand ils dorment. Textes des chansons d'Allain Leprest, mise en scène par Gérard Morel, textes additionnels de Claude Lemesle, piano et chant par Romain Didier, chant par Jean Guidoni et Yves Jamait, guitare par Thierry Garcia et accordéon par Philippe Mallard.
- 2016 : Participation pour le nouvel album de La roulette rustre en duo sur les titres Comme j'en crève et J'ai dix ans (Souchon/Voulzy), avec : les Ogres de Barback, Debout sur le Zinc et la Rue Kétanou (Mourad Musset).
- 2016 : Composition de la musique de Fusée (arrangements Samuel Garcia) sur un texte de Robert Ibels[28], soldat mort au combat le 19 août 1917 à la côte du Poivre, près de Verdun. Ce titre étant une commande pour la compilation dédiée au centenaire de la bataille du Chemin des Dames. Compilation où l'on retrouve également Emma Daumas, Sanseverino, Christian Olivier et Thibaut Garcia, Ben Ricour, Chloé Lacan, Toma Sidibé, Balbino Medellin, Francois Guernier et Franck Vandecasteele.